# Вилла Амменде
Ви́лла А́мменде (эст. Ammende villa) — особняк в Пярну, построенный в 1905 году, во времена Российской империи, пярнуским предпринимателем из остзейских немцев Германом Леопольдом Амменде. Памятник культуры Эстонии. Является лучшим образцом раннего модерна в Эстонии. В настоящее время в здании работают отель класса люкс и ресторан.

## История
Вилла спроектирована и построена в парке в районе пярнуского пляжа Петербургской архитектурно-строительной конторой, владельцами которой были Фёдор Фёдорович Мириц (Frithiof Wilhelm Alexander Mieritz) и Иван Иванович Герасимов. Проект был утверждён пярнуским городским архитектором 5 мая 1904 года, строительство завершилось в 1905 году.

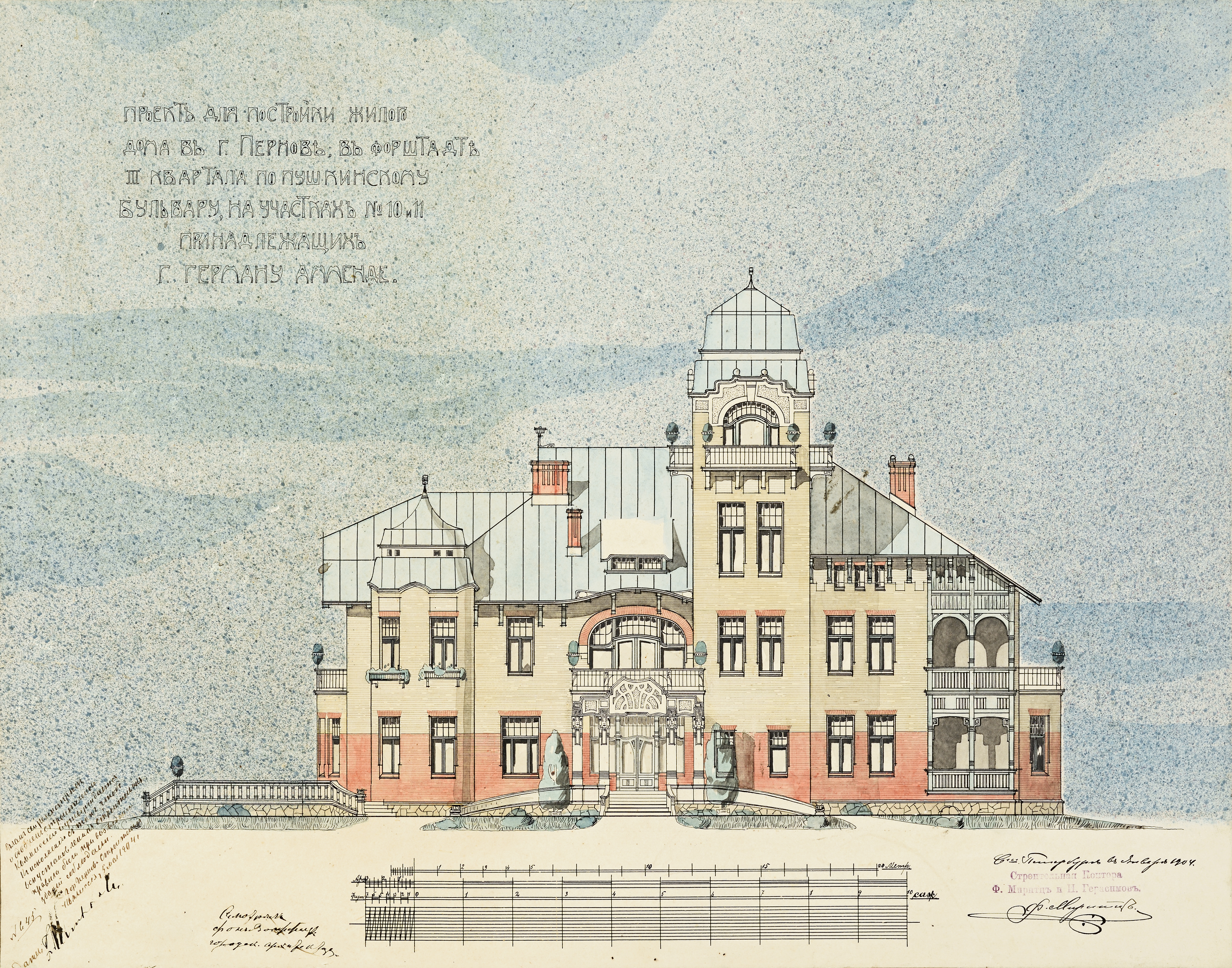
Эскиз виллы Амменде, 1904 год

Своё название вилла получила от фамилии семьи Амменде, которой она принадлежала почти четверть века, прежде чем из-за долгов, вызванных Первой мировой войной, была продана городу Пярну. Владельцем виллы был балтийско-немецкий купец Герман Леопольд Амменде (Hermann Leopold Ammende), в начале XX века унаследовавший от деда первый универмаг в Пярну, а вместе с ним и статус богатейшего предпринимателя Пярну. Герман Амменде был также влиятельным политическим деятелем, депутатом Пярнуского горсовета и Рийгикогу. Город купил виллу в 1927 году за 8 миллионов марок. Планировалось использовать её как курзал и пляжный отель.

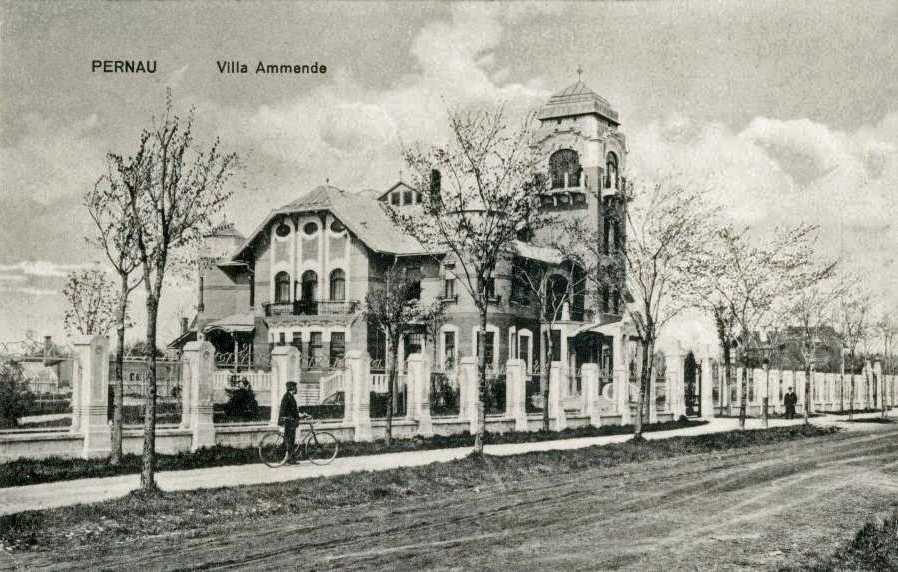
Пернау. Вилла Амменде. Почтовая открытка, прим. 1910 год

Городские власти не успели выплатить членам семье Амменде всю сумму денег за дом даже к 1940 году. Последние, однако, в 1938 году обосновались в Германии, а затем письменно подтвердили, что не имеют претензий к Эстонской республике.
В ходе переоборудования здания в летнюю гостиницу, которая работала в 1927—1935 годах, первоначальное назначение помещений было изменено, залы первого этажа были объединены в ресторан. В 1929 году на вилле открыли казино. После Второй мировой войны на первом этаже разместили клуб, где показывали кинофильмы и проводились танцевальные вечера, а в столовой комнате открыли библиотеку. В советское время здание принадлежало Санаторно-курортному управлению, и в нём размещался лечебный корпус санатория «Сыпрус» (эст. Sõprus, с эст. — «Дружба»). На втором этаже работала поликлиника, в гостиной был кабинет лечебной физкультуры.
В конце 1970-х годов вместо санатория в здании планировалось обустроить «Дворец счастья» для молодожёнов, но в конце 1980-х годов с распадом Советского Союза дом опустел.
В 1995 году два эстонских бизнесмена, Рейн Килк и Ханс Х. Луйк, приняли решение отремонтировать виллу и открыть её для всех желающих. Реставрационные работы начались в 1997 году. Изначально не было принято решение, какую функцию будет выполнять дом, предполагалось даже открыть в нём Эстонский музей югендстиля. В 1998 году вилла и расположенное рядом с нею одноэтажное здание, создающие единый ансамбль, были внесены в Государственный регистр памятников культуры Эстонии как памятники архитектуры.
В сентябре 1999 года на вилле состоялось торжественное открытие эксклюзивного отеля и ресторана с полностью отреставрированными историческими интерьерами и антикварной мебелью. Полы были восстановлены частично с использованием старых материалов и деталей, при этом при изготовлении недостающих деталей строго соблюдался исторический образец. Были восстановлены оконные рамы и двери, печи и камины, картины выполнены клеевыми красками. В настоящее время вилла Амменде выглядит так же, как и в самом начале своего существования. В 2020 году здание прошло полную реновацию.
До 1936 года адрес виллы был бульвар Пушкина 10, 11, в настоящее время — бульвар Мере 7. При инспектировании 3 мая 2024 года состояние основного здания виллы было оценено как хорошее, соседнего здания — как удовлетворительное.

## Описание
Внешний вид виллы в стиле модерн сформирован пластичными округлыми членениями фасадов и величественным декором. Главный фасад имеет высокую четырёхэтажную башню, силуэт которой подчеркнут профильным куполом, арочными окнами верхнего этажа и опирающимися на консоли балконами. На углу заднего фасада и сада расположена более низкая купольная башня. Навес над главным входом образует балкон второго этажа, его поддерживают четыре колонны, верх которых украшен характерными для модерна женскими головами. Фасад со стороны сада оформлен проще, в нём доминирует арочная стена с вертикально вытянутыми окнами, поддерживаемая элегантным балконом. Над дверью салона, выходящей в сад, висит навес из гофрированного медного листа. С северо-запада к главному фасаду примыкает двухэтажное деревянное крыльцо. Внешний вид здания отражает распределение внутреннего пространства. Пластичность объема подчёркивается декоративностью окон и дверей особой формы, бордюров, светлых полос и цветного кирпича.
Внутреннее пространство здания имеет представительный вид. В глубине двухэтажного холла расположен камин, на потолке висит бронзовая люстра. Ранее слева располагались салон, зал и комната хозяйки, справа — кабинет, столовая, буфетная и просторная кухня. Из холла на второй этаж ведёт дубовая лестница; там находились спальни для членов семьи и гостей, а во флигеле — комнаты для прислуги.
Соседнее с виллой здание было построено в 1905—1906 годах также конторой Мирица и Герасимова. Оно носит название «Дом садовника» (эст. Kärnerimaja). Здесь располагались квартира экономки и прачечная. Архитектура здания значительно более консервативна по сравнению с основным зданием. В доме расположены гостиничные номера. Всего в комплексе насчитывается 19 гостиничных номеров, в трёх из которых есть сауна.

### Помещения
Помещения виллы расположены на трёх этажах. На первом этаже находится каминный зал, будуар, кабинет, ресторан и веранда; на втором этаже — номера-свит; на третьем этаже, под крышей, где ранее были комнаты прислуги, находятся хорошо меблированные гостиничные номера. В целом, помещения первого этажа при фуршетах принимают до 200 гостей, при банкетах — 140. В саду есть возможность организовывать концерты на 2000 человек или театральные представления на 1000 человек.
Каминный зал
Каминный зал является «сердцем» дома. Здесь приветствуют и провожают гостей. В зале сохранился изначальный камин с медными украшениями и крючки рядом с камином над дверями, на которые Герман Амменде обычно вешал свои охотничьи трофеи. Площадь зала — 89 м². Вечер с камином рассчитан на 6 персон, фуршет — на 80 человек, концертное или театральное представление — на 80, кофе-брейк — на 100 и церемония регистрации брака — на 100.
Ресторан
Зал ресторана когда-то был местом, где господин и госпожа Амменде принимали своих общих гостей. Венцом зала является красивая люстра, один из немногих сохранившихся оригинальных элементов интерьера. Роспись потолка и рисунок стен близки к оригиналу. Зал ресторана — самое солнечное помещение здания, его площадь — 76,2 м². Ужин в формате банкета рассчитан на 36 персон, ужин за длинным столом — на 14, фуршет — на 30 и кофе-брейк — на 36.
Зал для мероприятий
Самый большой и универсальный зал виллы. Цветовое решение помещения восстановлено как можно более близко к оригинальному. Так как все ранние фотографии виллы чёрно-белые, были использованы лабораторные анализы для определения правильных цветов на образцах, полученных со стен. Однако в ходе ремонта было решено смягчить некоторые оттенки, чтобы смелые цветовые решения модерна не были слишком заметными. Площадь зала — 98 м². Для проведения семинара и лекции в стиле театра он рассчитан на 80 человек, в стиле классной комнаты — на 35, семинара за круглым столом — на 32, ужина-банкета — на 92, фуршета — на 100, концертно-театрального представления — на 80.
Зал для ужинов
Изначально это был приватный кабинет для встреч господина Амменде с друзьями и деловыми партнёрами, в его стенах принимались важные решения в эстонской экономике и политике. В настоящее время здесь проводятся семейные обеды и ужины. Площадь — 67 м². Обед рассчитан на 24 персоны, ужин за длинным столом — на 14.
Будуар
Более ста лет назад будуар принадлежал госпоже Амменде и предназначался для приёма ее личных гостей. В то время было принято не входить в личные покои мужа без разрешения или приглашения. Цветовая гамма этого помещения также восстановлена близко к оригиналу, здесь сохранился единственный предмет мебели, когда-то действительно принадлежавший семье Амменде — сервант с красивой резьбой. Здесь также представлены несколько свадебных нарядов, созданных эстонским дизайнером. Площадь помещения — 40 м². Коктейльный вечер рассчитан на 20 персон, кофе-брейк — также на 20.
Кабинет
Самая укромная и тихая комната на первом этаже. Площадь — 46 м². Исторически здесь располагались служебные помещения, и именно здесь находился шкаф с семейным серебром, больше похожий на сейф. Сюда можно прийти поработать в тишине. В кабинете имеется линия ISDN. Он рассчитан на 8 персон для встречи, бизнес-ланча или кофе-брейка за круглым столом.
Веранда
Данное помещение долгое время использовалось как складское. Летом это самое красивое место в доме, где можно выпить кофе под утренним солнцем. Площадь — 28,6 м². Рассчитана на коктейльную вечеринку на 8 персон или кофе-брейк на 20 человек.
Сад и терраса
Гордость сада виллы Амменде — старые дубы, которые разрослись настолько, что закрывают вид даже с башни. Самому старому дубу почти 150 лет. Садовая ограда с воротами c 1998 года является памятником культуры. Площадь сада — 6300 м², размер террасы — 110 м².
Башня
По легенде, на вилле была построена башня, чтобы дочь семейства Эллен могла подняться туда и узнать, возвращается ли домой её супруг, капитан корабля. Чтобы принести сюда гостю блюдо или напиток, официанту надо подняться на 106 ступенек. Площадь помещения — 28 м², оно рассчитано на частный обед или ужин на двоих, а также на частный коктейльный вечер на 8 персон.

## Галерея

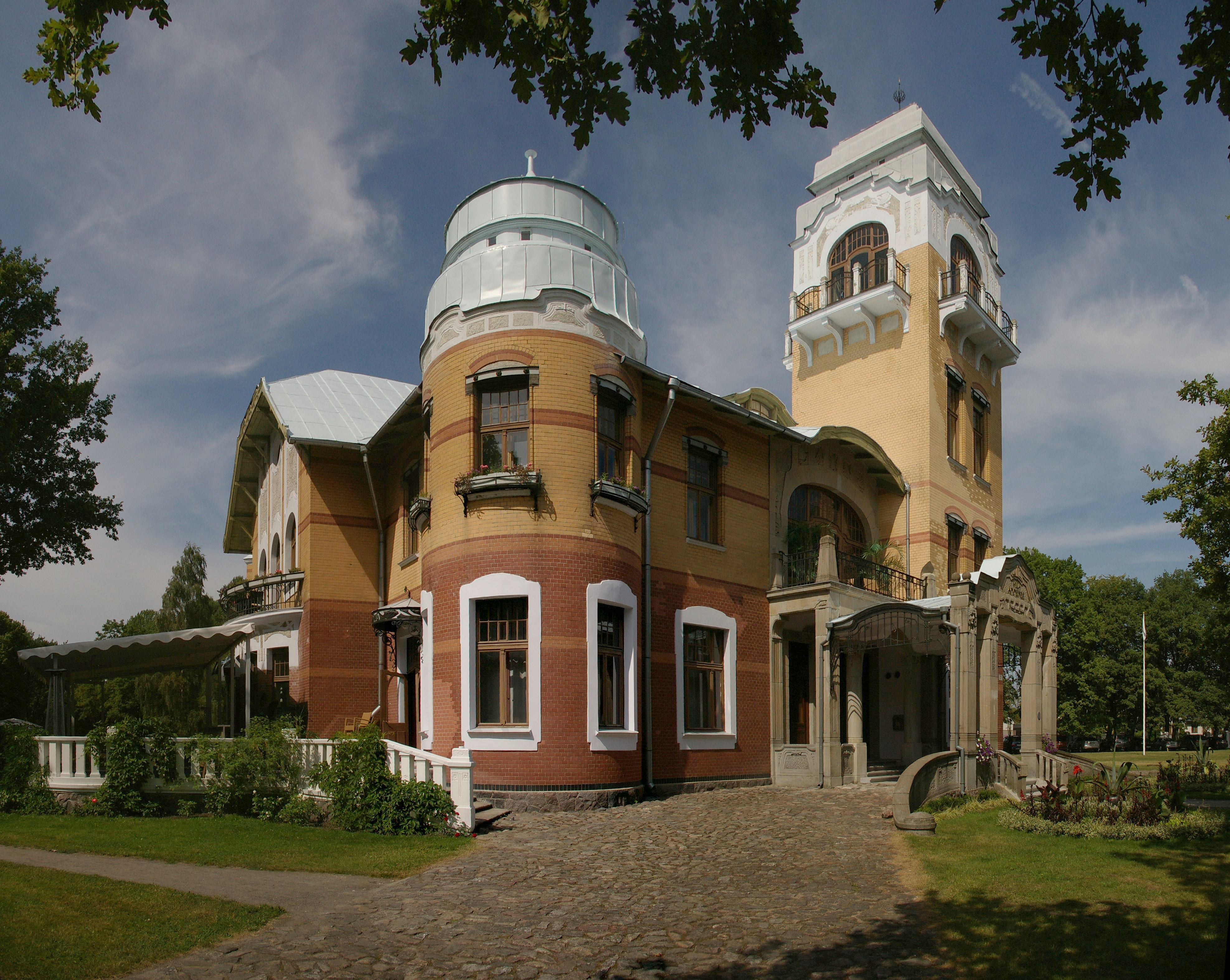
Вилла Амменде в 2014 году
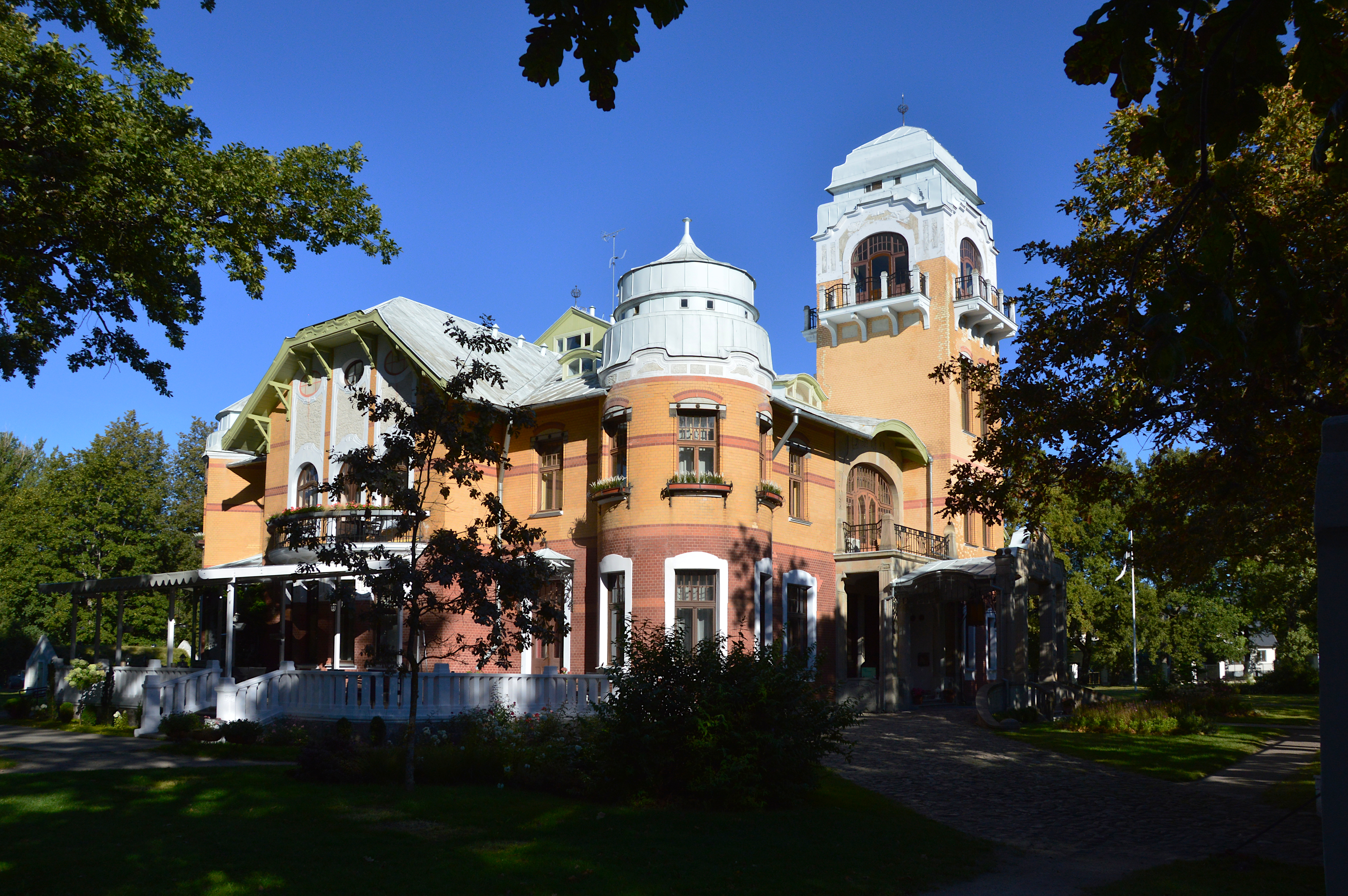
Вилла в 2022 году
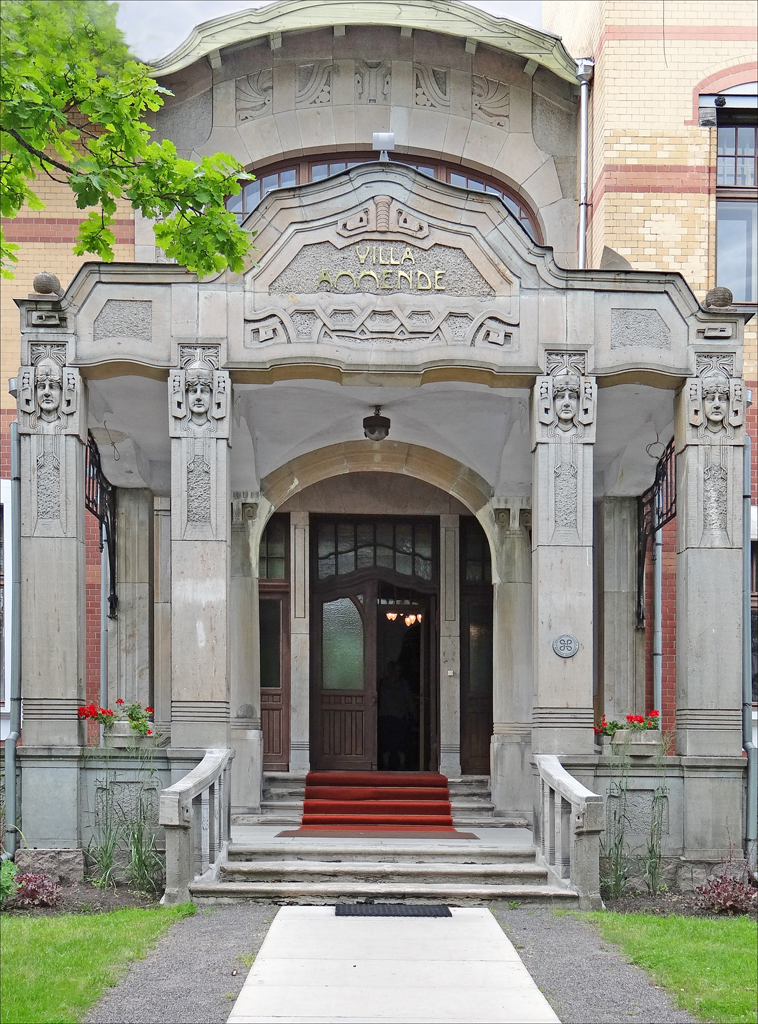
Главный вход, 2012 год
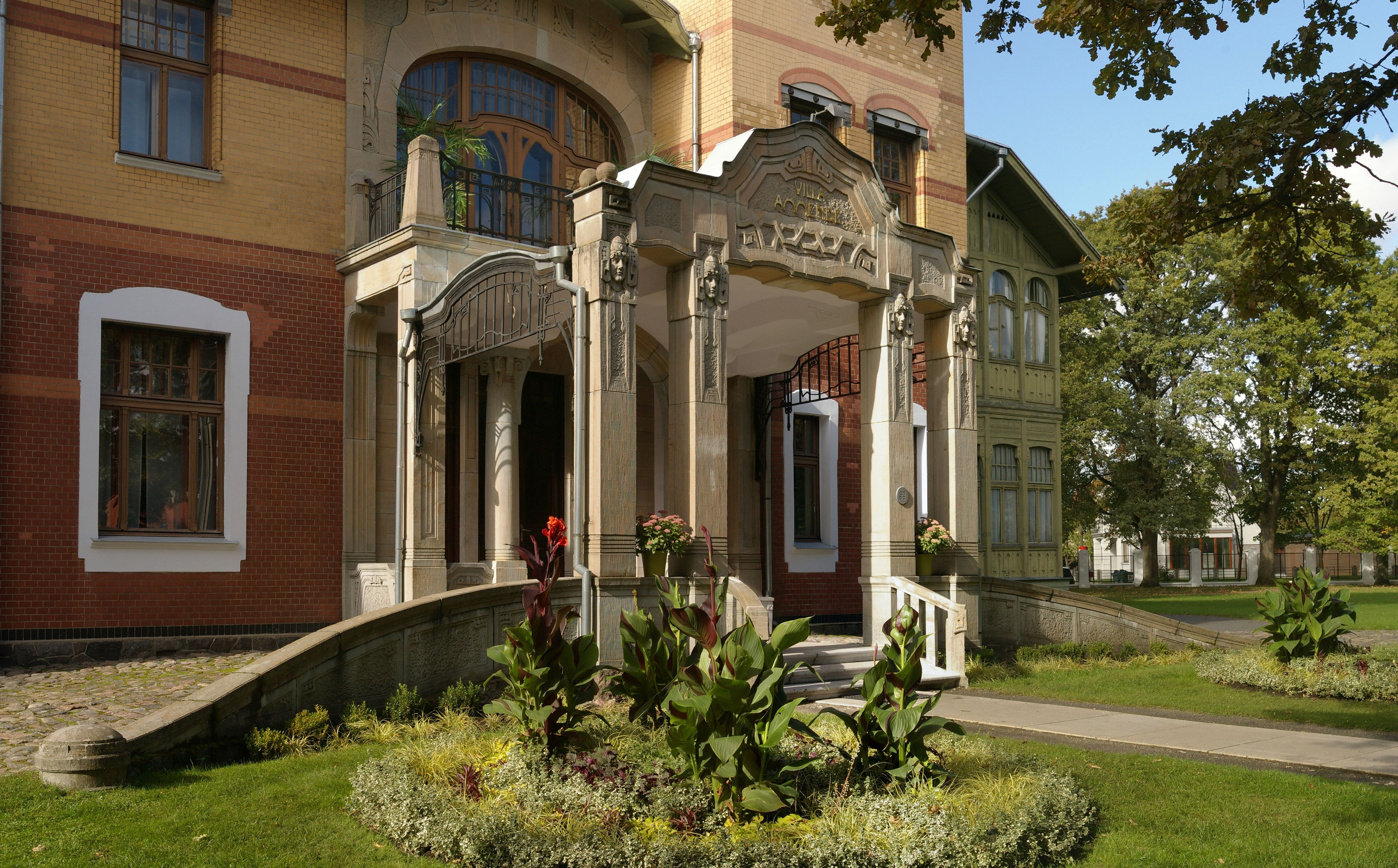
Часть переднего фасада, 2014 год
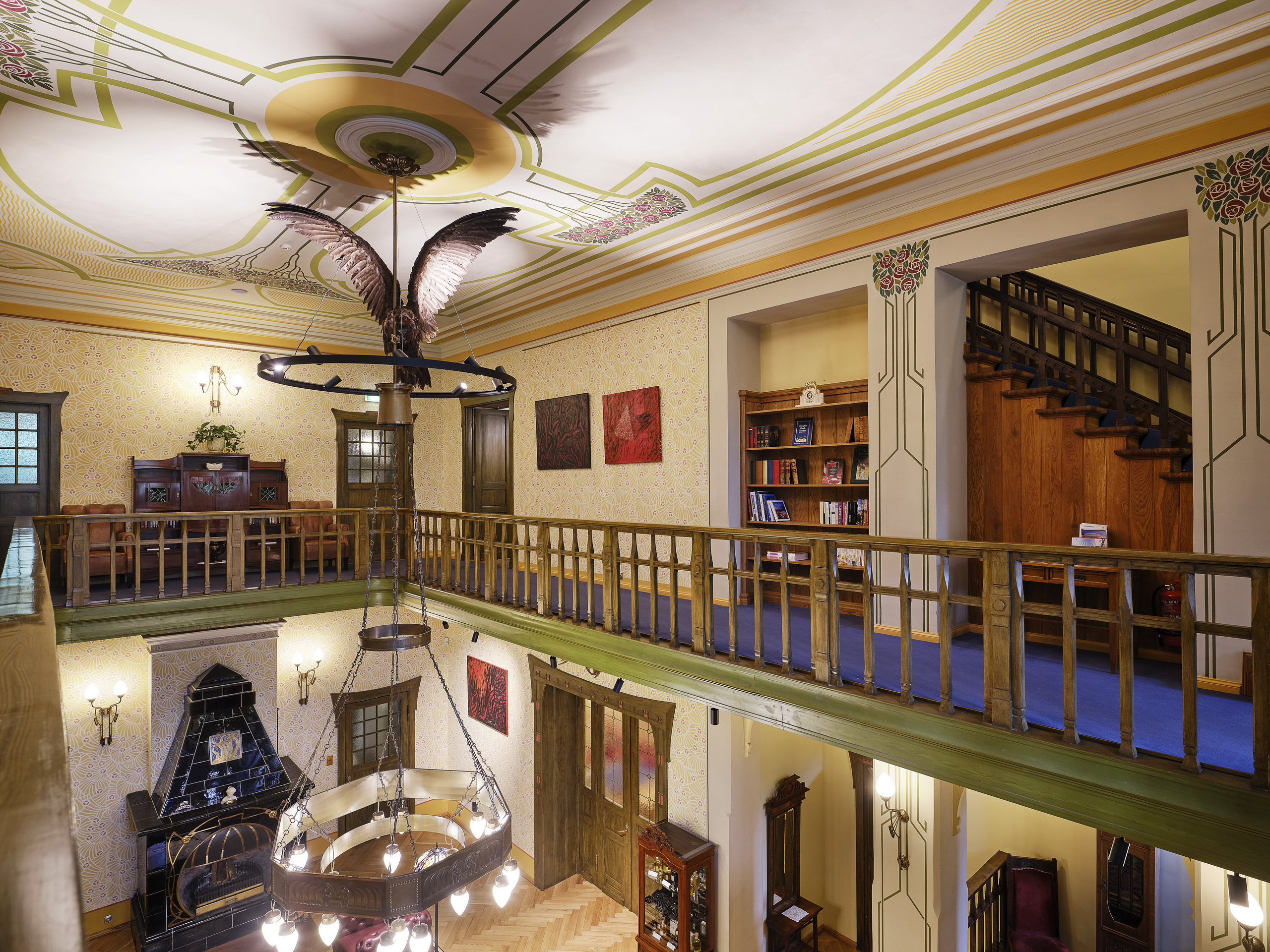
Интерьеры сквозь два этажа, 2020 год
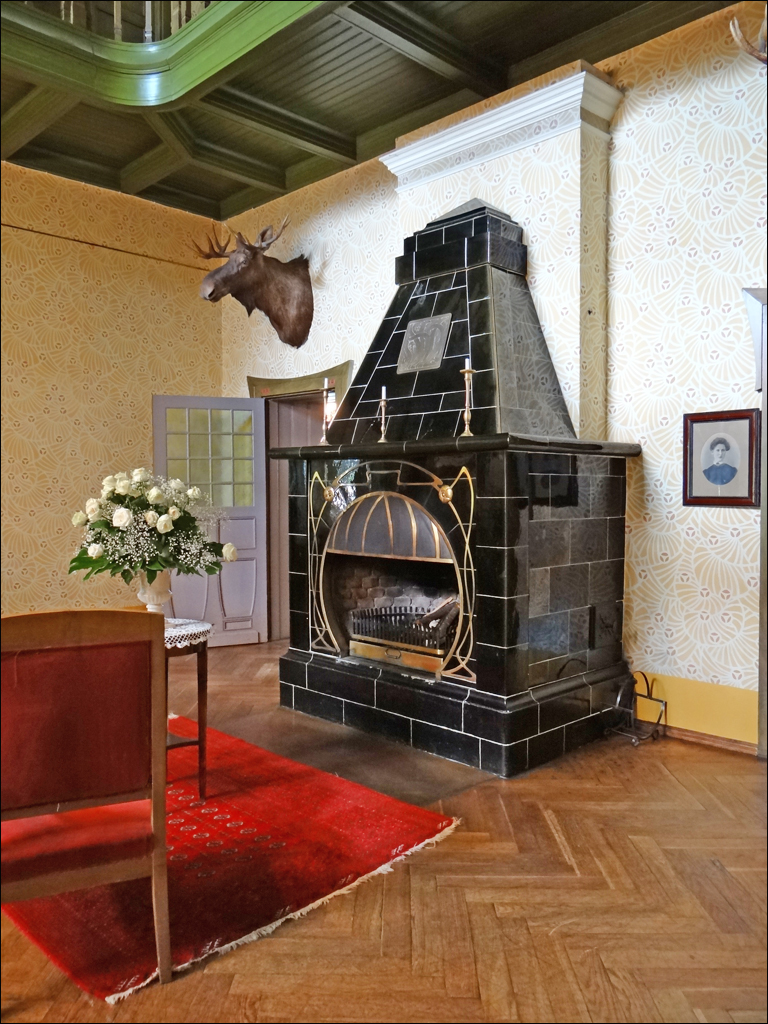
Каминный зал, 2012 год
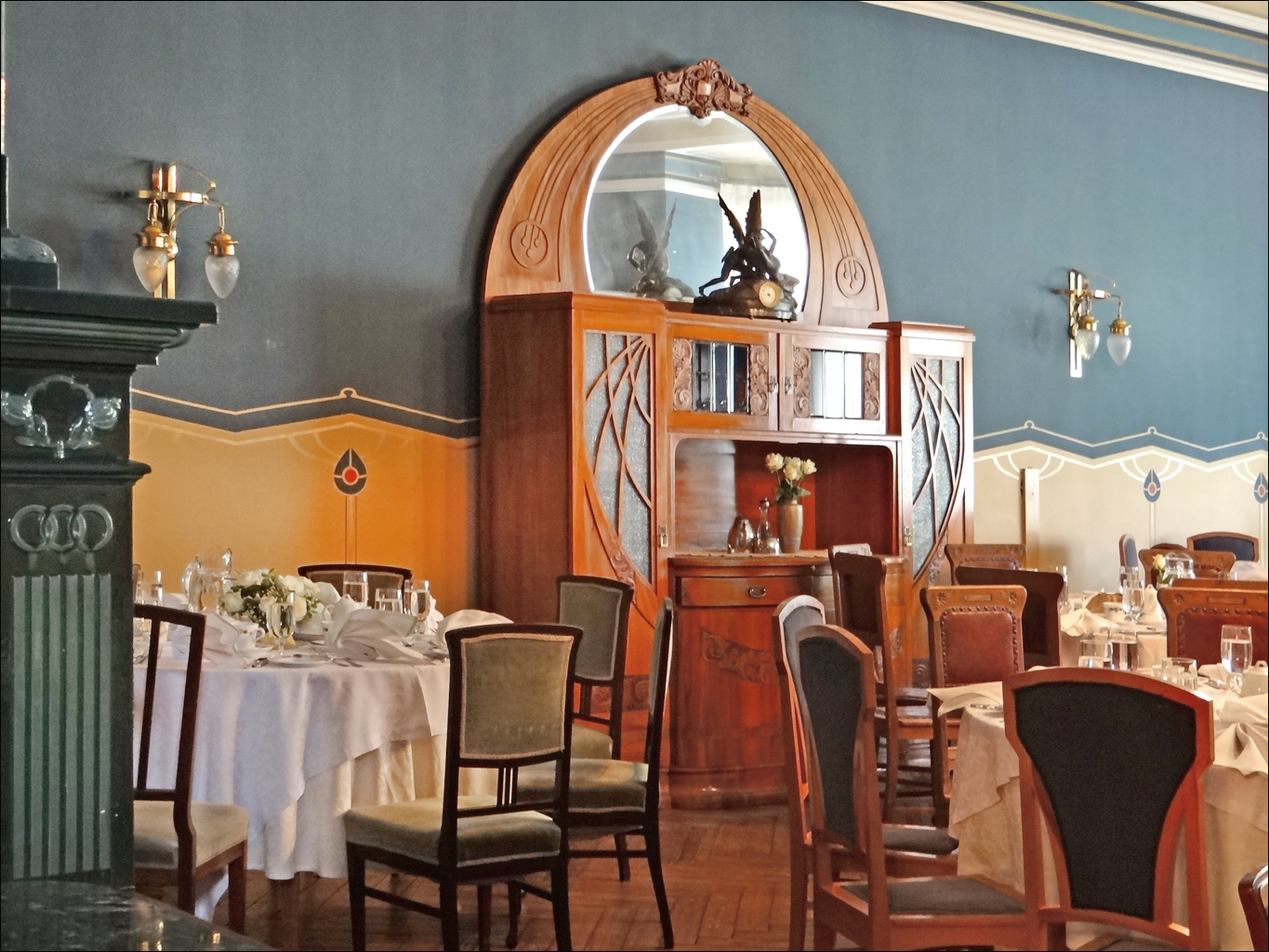
Зал для мероприятий, 2012 год
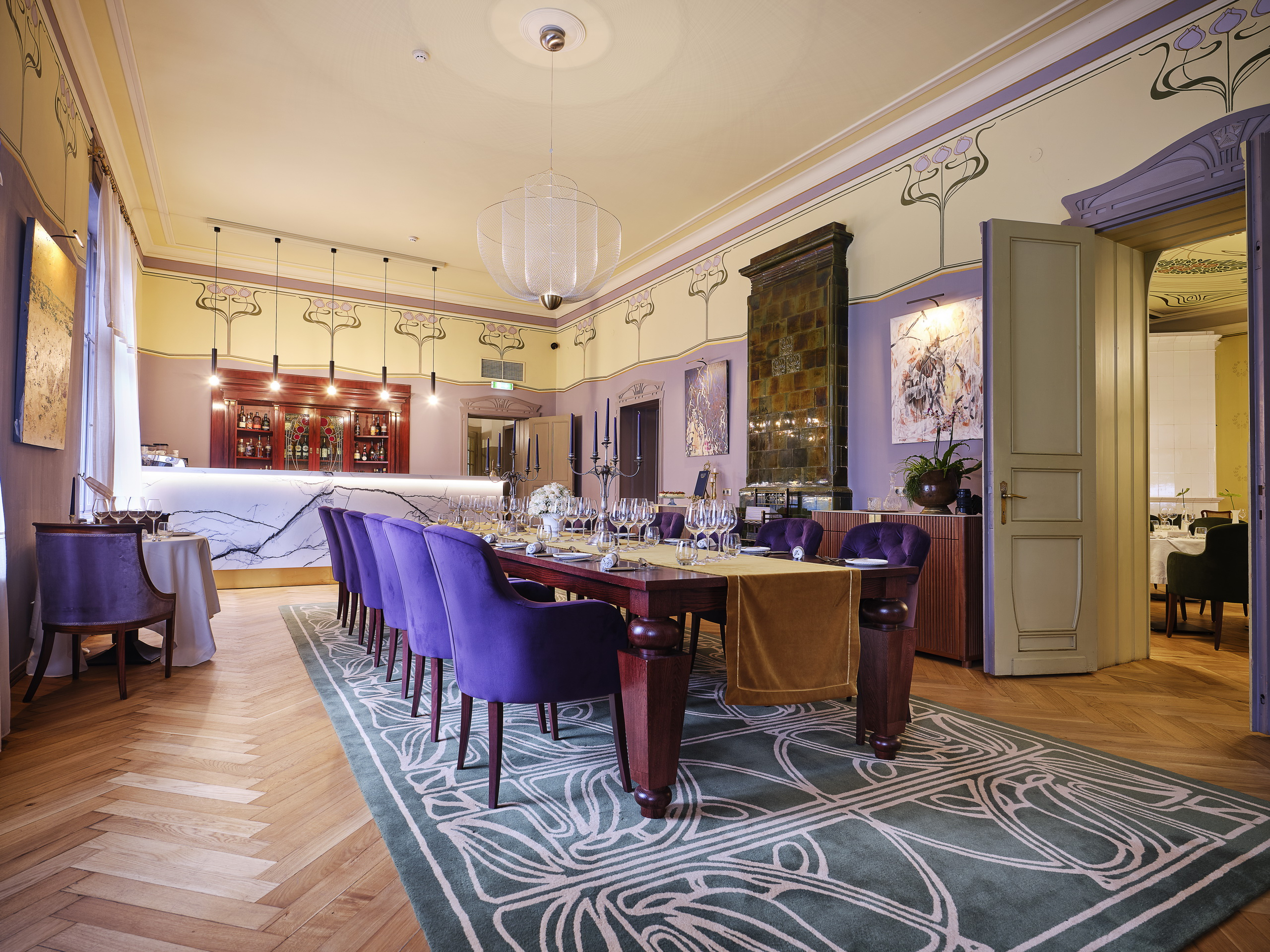
Зал для ужинов, 2020 год
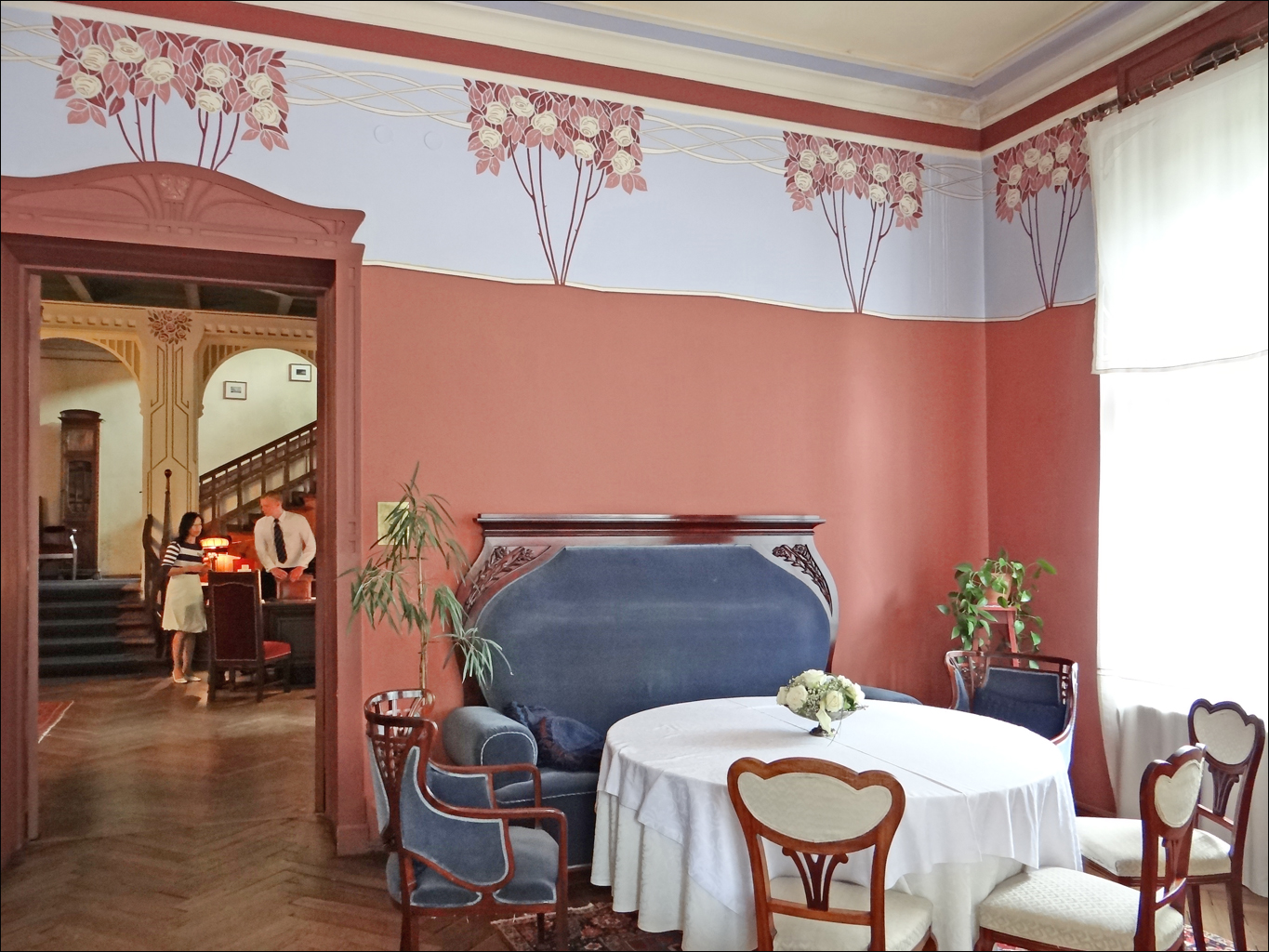
Будуар, 2012 год
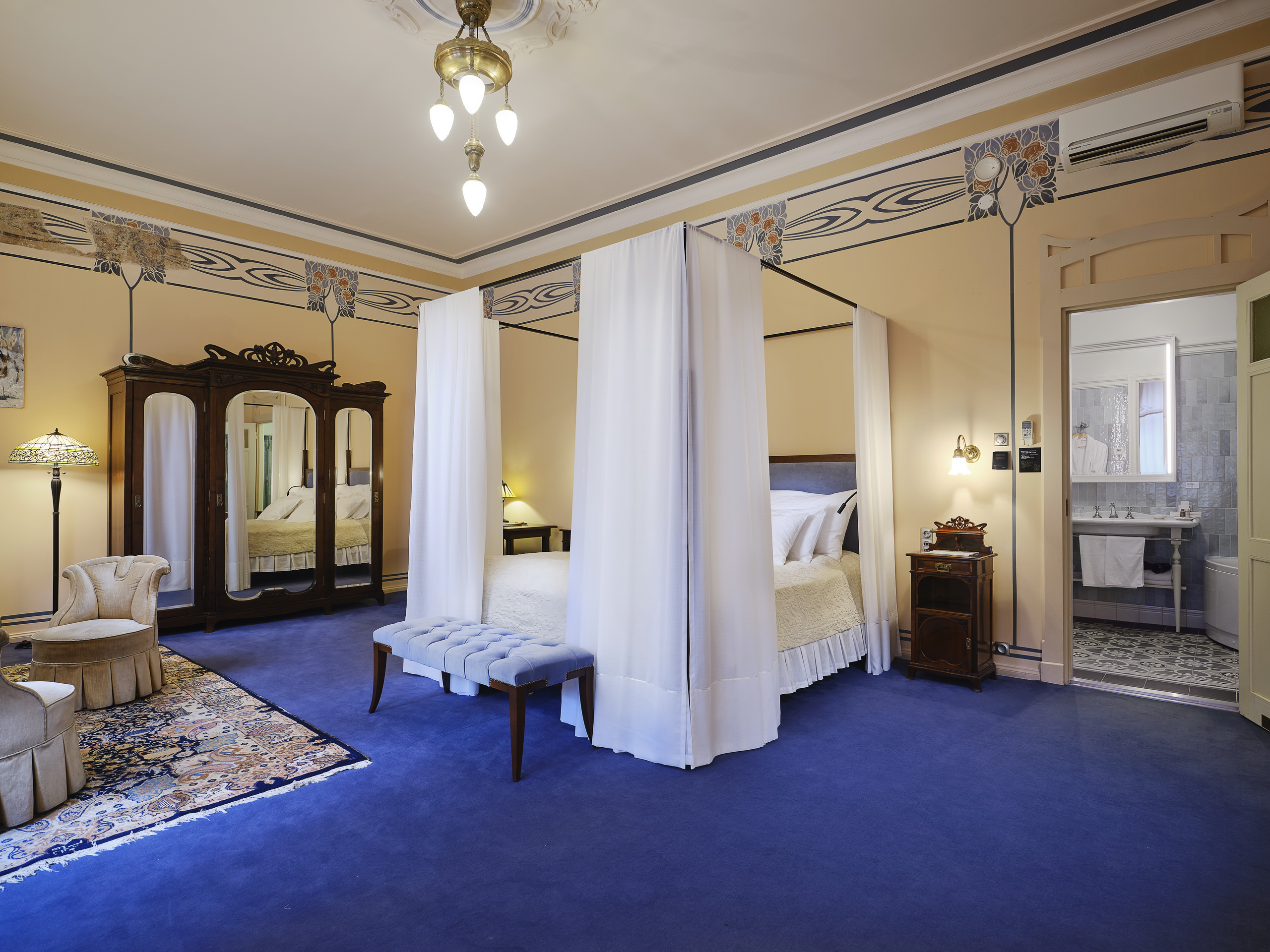
Отельный номер-сьют, 2020 год